# Sergej Abramov
Sergej Alekseevič Abramov (in russo Серге́й Алексе́евич Абра́мов?; Polevskoj, 9 settembre 1990) è un giocatore di calcio a 5 russo.

## Carriera
Abramov ha debuttato nella nazionale russa il 5 dicembre 2010 durante l'amichevole vinta per 7-4 contro il Giappone, realizzando inoltre la sua prima rete. Il 17 gennaio 2022 viene incluso nella lista definitiva dei convocati della Russia per il campionato europeo 2022.

## Palmarès
- Campionato russo: 3
Sinara: 2008-09, 2009-10, 2020-21
- Coppa di Russia: 2
Sinara: 2021-22, 2022-23